# Oxydia herbertina
Oxydia herbertina là một loài bướm đêm trong họ Geometridae.